# Ленське (Черкаський район)
Ленське (у 1926—2016 роках — Ленінське, у 2016—2018 роках — Чубівка) — село в Україні, у Черкаському районі Черкаської області, у складі Ротмістрівської сільської громади.

## Історія
До 2016 року — Ленінське. Потім до березня 2018 року носило назву Чубівка, яка є історичною і відома з кінця XVIII століття.
Перейменування села Чубівка у Ленське ініційоване його жителями у зв’язку з нерозумінням походження діючої назви, яка була присвоєна населеному пункту Ленінське відповідно до Постанови Верховної Ради України від 19 травня 2016 року № 1377-VIII «Про перейменування окремих населених пунктів та районів» на виконання вимог Закону України «Про засудження комуністичного та націонал-соціалістичного (нацистського) тоталітарних режимів в Україні та заборону пропаганди їхньої символіки». У зв’язку з цим жителі запропонували перейменувати село Чубівка на село Ленське, беручи до уваги назву поселення, що, за даними Носачівської сільської ради, використовувалася до 1926 року і пов’язана з іменем землевласника Ленського.
У селі мешкає 275 людей.

## Населення

### Мова
Розподіл населення за рідною мовою за даними перепису 2001 року:
| Мова       | Кількість | Відсоток |
| ---------- | --------- | -------- |
| українська | 266       | 96.73%   |
| російська  | 9         | 3.27%    |
| Усього     | 275       | 100%     |